# Élections municipales de 2008 à Metz
Pour un article plus général, voir Élections municipales de 2008 en Moselle.
Les élections municipales ont eu lieu les 23 et 16 mars 2008 à Metz.

## Mode de scrutin
Le mode de scrutin à Metz est celui des villes de plus de 1 000 habitants : la liste arrivée en tête obtient la moitié des 55 sièges du conseil municipal. Le reste est réparti à la proportionnelle entre toutes les listes ayant obtenu au moins 5 % des suffrages exprimés. Un deuxième tour est organisé si aucune liste n'atteint la majorité absolue et au moins 25 % des inscrits au premier tour. Seules les listes ayant obtenu au moins 10 % des suffrages exprimés peuvent s'y présenter. Les listes ayant obtenu au moins 5 % des suffrages exprimés peuvent fusionner avec une liste présente au second tour.

## Candidats

### Jean-Marie Rausch
Maire sortant de la ville, élu depuis 1971, ministre des gouvernements Rocard, Cresson (et brièvement Bérégovoy) le candidat s'est vu refuser au premier tour l'investiture de l'UMP, qui lui a ensuite donné son soutien pour le second tour, au vu de son score face à Marie-Jo Zimmermann.
Élu conseiller municipal dans l'opposition, il démissionnera quelques jours plus tard.

### Dominique Gros
Candidat socialiste, conseiller municipal dans l'opposition depuis 1983, conseiller départemental depuis 1998 le candidat a vu son élection grâce à la triangulaire qui l'a placé face à deux candidats de droite.

### Marie Jo Zimmerman
Candidate investie par l'UMP au premier tour, députée de la 3e circonscription et conseillère générale depuis 1998.

## Résultats
- Maire sortant : Jean-Marie Rausch (Divers Droite)
- 55 sièges à pourvoir (population légale 2008 : 122 838 habitants)

| Tête de liste                          | Tête de liste         | Liste          | Premier tour | Premier tour | Second tour | Second tour | Sièges |  |
| Tête de liste                          | Tête de liste         | Liste          | Voix         | %            | Voix        | %           | Sièges |  |
| -------------------------------------- | --------------------- | -------------- | ------------ | ------------ | ----------- | ----------- | ------ |  |
|                                        | Dominique Gros        | PS             | 12 260       | 34,04        | 18 111      | 48,28       | 41     |  |
| Ensemble pour l'avenir de Metz         |                       |                | 12 260       | 34,04        | 18 111      | 48,28       | 41     |  |
|                                        | Jean-Marie Rausch*    | DVD            | 8 700        | 24,16        | 10 283      | 27,41       | 7      |  |
| Rausch un destin pour Metz             |                       |                | 8 700        | 24,16        | 10 283      | 27,41       | 7      |  |
|                                        | Marie-Jo Zimmermann   | UMP            | 6 008        | 16,68        | 9 118       | 24,31       | 7      |  |
| Metz pour vous et avec vous            |                       |                | 6 008        | 16,68        | 9 118       | 24,31       | 7      |  |
|                                        | Mario Rinaldi         | LO             | 482          | 1,34         |             |             |        |  |
| Lutte ouvrière                         |                       |                | 482          | 1,34         |             |             |        |  |
|                                        | Emmanuel Lebeau       | DVD            | 2 027        | 5,63         |             |             |        |  |
| Metz 2008.com                          |                       |                | 2 027        | 5,63         |             |             |        |  |
|                                        | Nathalie Griesbeck    | MoDem          | 5 289        | 14,69        |             |             |        |  |
| Un rêve pour Metz                      |                       |                | 5 289        | 14,69        |             |             |        |  |
|                                        | Odile Vincent Falquet | LCR            | 1 035        | 2,87         |             |             |        |  |
| Nos vies valent plus que leurs profits |                       |                | 1 035        | 2,87         |             |             |        |  |
|                                        | Christian Bonnet      |                | 211          | 0,59         |             |             |        |  |
|                                        |                       |                |              |              |             |             |        |  |
| Inscrits                               | Inscrits              | Inscrits       | 73 274       | 100,00       | 73 272      | 100,00      |        |  |
| Abstentions                            | Abstentions           | Abstentions    | 36 317       | 49,56        | 34 910      | 47,64       |        |  |
| Votants                                | Votants               | Votants        | 36 957       | 50,44        | 38 362      | 52,36       |        |  |
| Blancs et nuls                         | Blancs et nuls        | Blancs et nuls | 945          | 2,56         | 850         | 2,22        |        |  |
| Exprimés                               | Exprimés              | Exprimés       | 36 012       | 97,44        | 37 512      | 97,78       |        |  |
| * Liste du maire sortant               |                       |                |              |              |             |             |        |  |